# Darkworks
Darkworks S.A. foi um estúdio independente de desenvolvimento de jogos eletrônicos localizado na cidade de Paris, capital da França. A empresa ficou mais conhecida pelo seu trabalho nos jogos Alone in the Dark: The New Nightmare e Cold Fear.
A Darkworks foi fundada em 1998 por Antoine Villette (Presidente) e Guillaume Gouraud (Gerente Geral e Diretor Artístico). O estúdio empregava mais de 100 funcionários. Em outubro de 2011, o estúdio foi obrigatoriamente liquidado e acabou sendo fechado.

## Jogos desenvolvidos
| Ano  | Título                                       | Plataforma(s) | Plataforma(s) | Plataforma(s) | Plataforma(s) | Plataforma(s) | Plataforma(s) | Plataforma(s) | Notas                 |
| Ano  | Título                                       | Win           | PS            | PS2           | PS3           | Xbox          | X360          | Dreamcast     | Notas                 |
| ---- | -------------------------------------------- | ------------- | ------------- | ------------- | ------------- | ------------- | ------------- | ------------- | --------------------- |
| 1998 | 1906: An Antarctic Odyssey                   | Não           | Não           | Sim           | Não           | Não           | Não           | Não           | Venda de demonstração |
| 2001 | Alone in the Dark: The New Nightmare         | Sim           | Sim           | Não           | Não           | Não           | Não           | Sim           |                       |
| –    | USS Antarctica                               | Não           | Não           | Não           | Não           | Sim           | Não           | Não           | Cancelado             |
| 2005 | Cold Fear                                    | Sim           | Não           | Sim           | Não           | Sim           | Não           | Não           |                       |
| 2006 | Tom Clancy's Ghost Recon Advanced Warfighter | Não           | Não           | Sim           | Não           | Sim           | Não           | Não           |                       |
| 2012 | I Am Alive                                   | Sim           | Não           | Não           | Sim           | Não           | Sim           | Não           | Conceito do jogo      |
| –    | Black Death                                  | Sim           | Não           | Não           | Sim           | Não           | Sim           | Não           | Cancelado             |